# Tam-Tam
Tam-Tam — шестой студийный альбом французской певицы Аманды Лир, выпущенный в 1983 году западногерманским лейблом Ariola Records.

## Об альбоме
Tam-Tam стал последним альбомом Аманды, выпущенным на лейбле Ariola Records, он был записан в основном только для выполнения её контракта с лейблом. Это был также её первый полноформатный релиз, который не был спродюсирован Энтони Монном. Вся продюсерская работа была выполнена итальянским композитором Роберто Каччапальей. Альбом представляет собой смесь поп-музыки на основе синтезатора и музыки новой волны. Лирически он ссылается на африканский фольклор, в основном занимаясь такими темами, как чёрная магия. Аманда объяснила в интервью 1983 года: «Я очарована вуду, макумбой, экзорцизмом. В основном, сферами, выходящими за пределы восприятия рациональности».
Обложка альбома была сделана графической студией CGD. Она изображает Аманду как африканскую ведьму, с соответствующим макияжем и нарядом. Платье и украшения работы Артемио Милано, а фотографии — Анджело Делиджио.
Хотя Лир исполняла песни с альбома на популярном итальянском телешоу Premiatissima, она не продвигала альбом в остальной Европе, как и звукозаписывающий лейбл, из-за их сложных отношений в то время. «No Regrets» был выпущен как сингл только в Италии, и ни один сингл не был выпущен на международном уровне для продвижения альбома. Затем «Bewitched» был выпущен в качестве промосингла, опять же только на итальянском рынке. Отсутствие продвижения во многом способствовало коммерческому провалу Tam-Tam.
Права на бэк-каталог Ariola-Eurodisc в настоящее время принадлежат Sony BMG. Как и большинство альбомов Аманды эпохи Ariola Records, Tam-Tam не получил официального переиздания на компакт-диске или в цифровом виде.

## Список композиций
| №  | Название      | Автор(ы)                                                                   | Длительность |
| -- | ------------- | -------------------------------------------------------------------------- | ------------ |
| 1. | «Tam Tam»     | Аманда Лир, Вильяэрмоса, Роберто Каччапалья                                | 3:37         |
| 2. | «Bewitched»   | Аманда Лир, Тони Караско, Роберто Каччапалья, Пино Николизи, Лино Николизи | 4:32         |
| 3. | «Wicked Lady» | Аманда Лир, Роберто Каччапалья                                             | 4:27         |
| 4. | «No Regrets»  | Аманда Лир, Пол Мичони, Массимилиано Дикарло, Роберто Мазала               | 4:28         |

| №  | Название        | Автор(ы)                                      | Длительность |
| -- | --------------- | --------------------------------------------- | ------------ |
| 1. | «Magic»         | Аманда Лир, Роберто Каччапалья                | 4:14         |
| 2. | «It’s All Over» | Аманда Лир, Серджо Менегале, Раффаэле Феррато | 3:39         |
| 3. | «Gipsy Man»     | Аманда Лир, Тони Карраско, Пино Николози      | 4:29         |
| 4. | «Music Is»      | Аманда Лир, Роберто Каччапалья                | 3:36         |